# Electric Mud
| 전문가 평가 | 전문가 평가 |
| 평가 점수   | 평가 점수   |
| 출처        | 점수        |
| ----------- | ----------- |
| Allmusic    | [ 1 ]       |

《Electric Mud》는 머디 워터스의 다섯 번째 스튜디오 음반으로, 로터리 커넥션의 멤버들이 그의 후원 밴드로 활동하고 있다. 1968년에 발매된 음반은 머디 워터스가 사이키델릭 음악가라고 상상한다. 프로듀서 마셜 체스는 머디 워터스가 록 관객들에게 어필하기 위해 이 음반을 녹음했다고 제안했다.
이 음반은 빌보드 200 음반 차트에서 127위로 정점을 찍었고, 사이키델릭 요소와 일렉트릭 블루스를 융합한 것으로 논란이 되었다.

## 배경
1960년대는 마셜 체스가 머디 워터스의 음악을 젊은 관객들에게 소개하려고 하는 것을 보았고, 마셜의 아버지 레너드 체스가 설립한 워터스의 레코드인 체스 레코드는 사이키델릭 예술작품으로 리패키지된 머디 워터스의 오래된 음악의 컴필레이션 음반을 발표했다.
1967년 마셜 체스는 체스 레코드의 자회사로 카뎃 레코드를 결성했다. 이 레이블의 첫 번째 음반은 사이키델릭 밴드 로터리 커넥션의 자칭 데뷔 음반이었다.
체스가 구상한 다음 프로젝트는 사이키델릭 록 콘셉트 음반인 《Electric Mud》였고, 마샬은 나중에 말했다. "저는 머디가 돈을 벌 수 있도록 돕기 위해 《Electric Mud》에 대한 아이디어를 생각해 냈습니다. 블루스를 빌어먹을 짓이 아니었어요. 마치 그림 같았고, 머디는 그림 속에 있을 예정이었어요. 그의 사운드를 바꾸기 위해서가 아니라 그 시장으로 끌어들이기 위한 방법이었어요."
체스는 새 음반이 머디 워터스와 하울링 울프의 영향을 받은 사이키델릭 록 밴드 팬들 사이에서 잘 팔리기를 바랐다. 머디 워터스에 따르면 "당연히, 저는 잘 팔리는 레코드를 좋아합니다. 이런 소위 히피들을 너무 많이 위해 뛰어서 아마 닿을 수 있을 것 같아서 보고 있었어요."

## 발매
《Electric Mud》는 1968년에 발매되었는데, 음반에 수록된 음악이 환각제라는 것을 분명히 하지 않는 단순한 흑백 커버와 함께 음반의 내부 스프레드에는 머디 워터스가 미장원에서 머리를 손질하는 사진이 실렸다.
1996년 11월 19일 이 음반은 체스 레코드에 의해 콤팩트 디스크로 재발매되었다. 2011년 11월 22일, BGO 레코드가 콤팩트 디스크 하나로 《Electric Mud》와 《After the Rain》을 결합했다. 2017년 11월 써드 맨 레코드에 의해 새로운 바이닐판이 발매되었다.

## 곡 목록
| #  | 제목                                 | 작사·작곡                  | 재생 시간 |
| -- | ------------------------------------ | -------------------------- | --------- |
| 1. | 〈I Just Want to Make Love to You〉  | 윌리 딕슨                  | 4:24      |
| 2. | 〈I'm Your Hoochie Coochie Man〉     | 딕슨                       | 4:41      |
| 3. | 〈Let's Spend the Night Together〉   | 믹 재거, 키스 리처즈       | 3:07      |
| 4. | 〈She's All Right〉                  | 머디 워터스                | 6:44      |
| 5. | 〈Mannish Boy〉                      | 워터스                     | 3:21      |
| 6. | 〈Herbert Harper's Free Press News〉 | 시드니 반스, 로버트 서스턴 | 3:18      |
| 7. | 〈Tom Cat〉                          | 찰스 윌리엄스              | 3:37      |
| 8. | 〈Same Thing〉                       | 딕슨                       | 5:37      |